# Südharz
Südharz är en kommun i Landkreis Mansfeld-Südharz i förbundslandet Sachsen-Anhalt i Tyskland.
Kommunen bildades den 1 september 2010 genom en sammanslagning av de tidigare kommunerna Bennungen, Breitenstein, Breitungen, Dietersdorf, Drebsdorf, Hainrode, Hayn (Harz), Kleinleinungen Questenberg, Roßla, Rottleberode, Schwenda, Stolberg (Harz), Uftrungen och Wickerode.